# Кумар, Джитендер
Джитендер Кумар (англ. Jitender Kumar; род. 18 июля 1988 года) — индийский боксёр-любитель, бронзовый призёр Игр Содружества 2006 года, участник Олимпийских игр 2008 года, участник игр "Дети Азии" 2004 года.
На Олимпийских играх в Пекине в первом поединке заработал техническую победу над турком Фурканом Улашом Мемишем. Во втором побил узбека Тулашбоя Дониёрова со счётом 13:6, но в четвертьфинале проиграл россиянину Георгию Балакшину, заняв таким образом 5-е место.